# Fannyann Eddy
Fannyann Eddy (Sierra Leone, 14 de juny de 1974 - Freetown, Sierra Leone, 29 de setembre de 2004) ha estat una destacada activista en la lluita pels drets dels drets del col·lectiu LGBT a Sierra Leone.
En el mes d'abril de 2004, Fannyann Eddy va formar part d'una delegació d'activistes de drets sexuals que van participar a Ginebra en la sessió anual de la Comissió de Drets Humans de l'ONU. L'activista de Sierra Leone hi va mantenir trobades amb la delegació del seu govern, i va atestar davant la Comissió sobre Drets de Gais i Lesbianes sobre la situació en el que ella va denominar la meva estimada Sierra Leone.
Eddy va ser brutalment assassinada en les oficines de l'organització que ella va fundar a Freetown, l'Associació Gai i Lesbiana de Sierra Leone (SLLAGA, per les seves sigles en anglès), en el que es considera un crim homofòbic. Els fets van succeir quan un grup d'almenys tres homes va entrar a les oficines, la violaren en grup, l'apunyalaren i finalment li trencaren el coll. Eddy va deixar un fill de deu anys i la seva parella, Esther Chikalipa. En 2008 es va instituir en honor seu el Premi de Poesia FannyAnn.